# National Institute of Neurological Disorders and Stroke
Das National Institute of Neurological Disorders and Stroke (NINDS) ist ein US-amerikanisches Institut zur Erforschung von Erkrankungen des Gehirns und der Nerven. Es hat seinen Sitz in Bethesda im Bundesstaat Maryland. Es gehört zu den 27 Forschungsinstituten, die zusammen die National Institutes of Health (NIH) bilden.
In Bethesda sind über 500 Wissenschaftler innerhalb des NINDS in der klinischen Forschung und der Grundlagenforschung tätig. Direktor des Institutes ist Walter J. Koroshetz (Stand 2017).

## Schwerpunkte
Das NINDS ist eines der führenden Forschungsinstitute im Bereich der Neurowissenschaften. Zu den Hauptforschungsgebieten gehören die neurologischen Folgen von AIDS, der Alzheimer-Krankheit, von Hirntumoren, Entwicklungsstörungen, Epilepsie, Erkrankungen des motorischen Neuron, Muskeldystrophie, Multiple Sklerose, Schmerz, der Parkinson-Krankheit, von Neurodegenerativen Erkrankungen, Schlafstörungen, Verletzungen des Rückenmarks, Schlaganfällen und Hirntraumata.

## Entstehung
1950 wurde auf Beschluss des US-Kongresses als National Institute of Neurological Diseases and Blindness gegründet. 1968 wurde es in National Institute of Neurological Diseases and Stroke und 1975 in National Institute of Neurological and Communicative Disorders and Stroke umbenannt. Seit 1988 trägt es den heutigen Namen.